# Rorippa valdes-bermejoi
Rorippa valdes-bermejoi là một loài thực vật có hoa trong họ Cải. Loài này được (Castrov.) Mart.-Laborde & Castrov. miêu tả khoa học đầu tiên năm 1992.